# Heart Like a Truck
«Heart Like a Truck» (с англ. — «Сердце как грузовик») — песня американской кантри-певицы Лэйни Уилсон, вышедшая 20 мая 2022 года в качестве ведущего сингла из второго студийного альбома Bell Bottom Country (2022). Запись была сделана на лейбле Broken Bow Records, специализированном на музыке кантри. Песня была написана Уилсон, Транни Андерсоном и Далласом Уилсоном, а продюсером выступил Джей Джойс. Описанный как «песня о триумфе», трек получил похвалу за страстный и мощный вокал Уилсон и за ее пронзительный и грубый текст.
Сингл достиг первого места в кантри-чарте Канады и был вторым в Country Airplay в США, получил золотой сертификат в Канаде. Клип получил награду «Лучшее женское видео года» на церемонии CMT Music Awards в 2023 году.

## История
В песне её сердце сравнивается с грузовиком, и речь идёт о том, чтобы признать, что испытывать душевную боль — это нормально, и не забывать продолжать идти вперёд. В заявлении, сопровождающем выход песни, Уилсон объяснила: «Это песня о том, как найти свободу в силе и не бояться своих шрамов и синяков. Грузовик, который набил несколько шишек и заработал несколько царапин, доказал свою стойкость… блестящий грузовик на стоянке не может этого сказать». Уилсон отметила, что её отец и его воспитание помогли вдохновить её на эту песню.

## Отзывы
Композиция, в целом, была одобрительно встречена музыкальными экспертами и обозревателями.

## Концертные исполнения
Вскоре после выхода песни в мае 2022 года Уилсон исполнила её на Ночном шоу с Джимми Фэллоном. 14 октября Уилсон исполнила песню вживую на церемонии CMT Artists of the Year, где она получила награду Breakthrough Artist. В ноябре 2024 года она исполнила песню (а также «Straight Up Sideways», «Heart Like a Truck», «4x4xU», «Save Me», «Wildflowers and Wild Horses») во время Thanksgiving Cowboys Halftime Show на Эй-ти-энд-ти Стэдиум в Арлингтон, Техас.

## Музыкальное видео
В клипе, снятом режиссером Элизабет Олмстед, Уилсон играет роль конюха, которому поручено завоевать доверие свободолюбивого коня, которого никто не смог приручить. С помощью времени, заботы и терпения Уилсон удается пройти через сложный период и в итоге кататься на лошади по ферме, что призвано отразить ее собственный подход к отношениям. Rolling Stone описал видео как «кинематографическое».
Клип получил награду «Лучшее женское видео года» на церемонии CMT Music Awards в 2023 году.

## Коммерческий успех
«Heart Like a Truck» достиг первого места в кантри-чарте Канады, второго места в радиоэфирном чарте Billboard Country Airplay и седьмого места в кантри-чарте Billboard Hot Country Songs.
«Heart Like a Truck» был сертифицирован в золотом статусе в Австралии и в 2-кратном платиновом в Канаде.

## Чарты
| Чарт (2022—23)                      | Высшая позиция |
| ----------------------------------- | -------------- |
| Канада (Billboard Canadian Hot 100) | 53             |
| Канада (Billboard Country)          | 1              |
| Мир (Billboard Global 200)          | 190            |
| США (Billboard Hot 100)             | 29             |
| США (Billboard Country Airplay)     | 2              |
| США (Billboard Hot Country Songs)   | 7              |

| Чарт (2022)                      | Позиция |
| -------------------------------- | ------- |
| US Hot Country Songs (Billboard) | 100     |

| Чарт (2023)                      | Позиция |
| -------------------------------- | ------- |
| US Billboard Hot 100             | 58      |
| US Country Airplay (Billboard)   | 13      |
| US Hot Country Songs (Billboard) | 18      |

## Сертификации
| Регион                                                                      | Сертификация  | Продажи |
| --------------------------------------------------------------------------- | ------------- | ------- |
| Австралия (ARIA)                                                            | Золотой       | 35 000  |
| Канада (Music Canada)                                                       | 2× Платиновый | 160 000 |
| Данные о продажах + прослушиваниях приведены только на основе сертификации. |               |         |